# Constituição da República de Moçambique
A Constituição da República de Moçambique é a Lei Política Maior do estado soberano da República de Moçambique, atualmente vigora a constituição aprovada em 12 de Junho  de 2018.

## Preâmbulo
O preâmbulo da Constituição atual tem a redação seguinte:
| “ | A Luta Armada de Libertação Nacional, respondendo aos anseios seculares do nosso Povo, aglutinou todas as camadas patrióticas da sociedade moçambicana num mesmo ideal de liberdade, unidade, justiça e progresso, cujo escopo era libertar a terra e o Homem. Conquistada a Independência Nacional em 25 de Junho de 1975, devolveram-se ao povo moçambicano os direitos e as liberdades fundamentais. A Constituição de 1990 introduziu o Estado de Direito Democrático, alicerçado na separação e interdependência dos poderes e no pluralismo, lançando os parâmetros estruturais da modernização, contribuindo de forma decisiva para a instauração de um clima democrático que levou o país à realização das primeiras eleições multipartidárias. A presente Constituição reafirma, desenvolve e aprofunda os princípios fundamentais do Estado moçambicano, consagra o carácter soberano do Estado de Direito Democrático, baseado no pluralismo de expressão, organização partidária e no respeito e garantia dos direitos e liberdades fundamentais dos cidadãos. A ampla participação dos cidadãos na feitura da Lei Fundamental traduz o consenso resultante da sabedoria de todos no reforço da democracia e da unidade nacional. | ” |

## História
A primeira Constituição de Moçambique foi aprovada em 25 de junho de 1975 e teve alterações aprovadas pela Assembleia Popular em 13 de agosto de 1978 e o texto denomina-se de Constituição da República Popular de Moçambique, o preâmbulo era o texto da Declaração de Independência de Moçambique proferido por Samora Moisés Machel e compunha-se de uma literatura feita em 80 artigos. O artigo 80 dizia: A  Constituição da República Popular de Moçambique entra em vigor as zero horas do dia 25 de junho de 1975.
Em 2 de novembro de 1990 a Assembleia Popular aprova uma nova Lei Maior para reger o estado moçambicana, esta tinha 206 artigos e entrou em vigor no dia 30 de novembro de 1990 (art.206).
Em 16 de novembro de 2004 a Assembleia da República aprova uma nova Constituição Política cujo corpo tem uma literatura com 306 artigos.